# Liste der Kulturdenkmale in Süßen

Wappen von Süßen

In der Liste der Kulturdenkmale in Süßen werden unbeweglichen Bau- und Kunstdenkmale in Süßen aufgelistet. Diese Liste ist noch unvollständig.

## Allgemein
- Bild: Zeigt ein ausgewähltes Bild aus Commons, „Weitere Bilder“ verweist auf die Bilder im Medienarchiv Wikimedia Commons.
- Bezeichnung: Nennt den Namen, die Bezeichnung oder die Art des Kulturdenkmals.
- Lage: Straßenname und Hausnummer oder Flurstücknummer des Kulturdenkmals, gegebenenfalls auch den Ortsteil. Die Grundsortierung der Liste erfolgt nach dieser Adresse. Der Link (Karte) führt zu verschiedenen Kartendiensten mit der Position des Kulturdenkmals. Fehlt dieser Link, wurden die Koordinaten noch nicht eingetragen. Sind diese bekannt, können sie über ein Tool mit einer Kartenansicht einfach nachgetragen werden. In dieser Kartenansicht sind Kulturdenkmale ohne Koordinaten mit einem roten bzw. orangen Marker dargestellt und können durch Verschieben auf die richtige Position in der Karte mit Koordinaten versehen werden. Kulturdenkmale ohne Bild sind an einem blauen bzw. roten Marker erkennbar.
- Datierung: Baubeginn, Fertigstellung, Datum der Erstnennung oder grobe zeitliche Einordnung entsprechend des Eintrags in der zuständigen Denkmaldatenbank (Landesamt für Denkmalpflege Baden-Württemberg).
- Beschreibung: Kurzcharakteristik des Kulturdenkmals.

## Liste
| Bild           | Bezeichnung                                      | Lage            | Datierung | Beschreibung | ID |
| -------------- | ------------------------------------------------ | --------------- | --------- | --- | -- |
|                | Evangelische Pfarrkirche                         | Kirchstraße 1   | 1707      | Die evangelische Pfarrkirche mit Resten einer Kirchhofmauer liegt an der Fils und zentral im historischen Kern Süßens. Geschützt nach § 28 DSchG                                                            |    |
|                | Villa Kuntze                                     | Kuntzestraße 3  | um 1900   | Das von Architekt Kübler zur Jahrhundertwende um 1900 errichtete Gebäude ist ein zweigeschossiger Klinkerbau. Es wurde als Fabrikantenvilla entworfen und ist heute in einen Gewerbepark integriert.        |    |
| Weitere Bilder | Katholische Kirche St. Maria (Neue Marienkirche) | Lange Straße 24 | 1928–1929 | Die im expressionistischem Stil gehaltene katholische Kirche St. Maria mit Schwesternhaus befindet sich nördlich des historischen Kerns von Süßen. Der Architekt war Otto Linder. Geschützt nach § 12 DSchG |    |